# Himmighofen
Himmighofen település Németországban, Rajna-vidék-Pfalz tartományban. Lakosainak száma 318 fő (2023. december 31.). Himmighofen Ruppertshofen és Hainau községekkel határos.

## Népesség
A település népességének változása:
| Lakosok száma | 303  | 317  | 319  | 321  | 326  | 318  |
|               | 1975 | 2017 | 2019 | 2021 | 2022 | 2023 |